# Renedo de Esgueva
Renedo de Esgueva es un municipio y localidad española de la provincia de Valladolid, en la comunidad autónoma de Castilla y León. Cuenta con una población de 3972 habitantes (INE 2024).

## Geografía
La localidad se encuentra a orillas del río Esgueva y se comunica con Cigales, localidad cabeza de sus servicios, a través de la VA-30.

## Historia

### Siglo XIX
Así se describe a Renedo de Esgueva en la página 413 del tomo XIII del Diccionario geográfico-estadístico-histórico de España y sus posesiones de Ultramar, obra impulsada por Pascual Madoz a mediados del siglo XIX:

RENEDO DE ESGUEVA

Lugar con ayuntamiento en la provincia, partido judicial, audiencia territorial, capitanía general y diócesis de Valladolid (1 ½ legua).
Situado en un valle con clima frío y húmedo. 
Tiene 95 casas; la consistorial; escuela de instrucción primaria frecuentada por 24 alumnos de ambos sexos, dotada con 1.300 reales; una iglesia parroquial (La Purísima Concepción) servida por un cura y un sacristán.
El término confina con los de Cabezón, Castronuevo, Tudela y Valladolid. Dentro de él se encuentra una fuente de buena agua, una ermita (La Vera Cruz) y el despoblado de San Pedro de la Mambrilla.
El terreno fertilizado por el río Esgueva, cuyo paso facilita un buen puente de piedra, es fuerte y de buena calidad. Comprende un soto poblado de álamos blancos y negros y 7 obradas de prados.
Caminos: los que dirigen a los pueblos limítrofes, todos en mal estado. Correo: se recibe y despacha en la capital de provincia.
Producciones: trigo, cebada, avena, patatas, legumbres y buenos pastos, con los que se mantiene ganado lanar, vacuno, mular y yeguar; hay caza de liebres y perdices, pesca de barbos, anguilas y cangrejos.
Industria: la agrícola, un molino harinero y una fábrica de papel de estraza.
Población: 79 vecinos, 322 almas.

Capital productivo: 865.713 reales. Imponible: 86.340. Contribución: 15.515 reales 7 maravedíes.

## Demografía
Cuenta con una población de 3972 habitantes (INE 2024).
| Gráfica de evolución demográfica de Renedo de Esgueva entre 1842 y 2021 |
| |
| Población de derecho según los censos de población del INE Población de hecho según los censos de población del INEEn estos censos se denominaba Renedo: 1842, 1857, 1860, 1877, 1887, 1897, 1900, 1910, 1920, 1930, 1940, 1950, 1960, 1970, 1981 y 1991 |

## Administración y política
| Periodo   | Nombre                     | Partido               |
| --------- | -------------------------- | --------------------- |
| 1979-1983 | Javier Medrano Olmedo      | Partido Independiente |
| 1983-1987 | Ramiro F. Ruiz Medrano     | AP                    |
| 1987-1991 | Ramiro F. Ruiz Medrano     | PP                    |
| 1991-1995 | Ramiro F. Ruiz Medrano     | PP                    |
| 1995-1999 | Ramiro F. Ruiz Medrano     | PP                    |

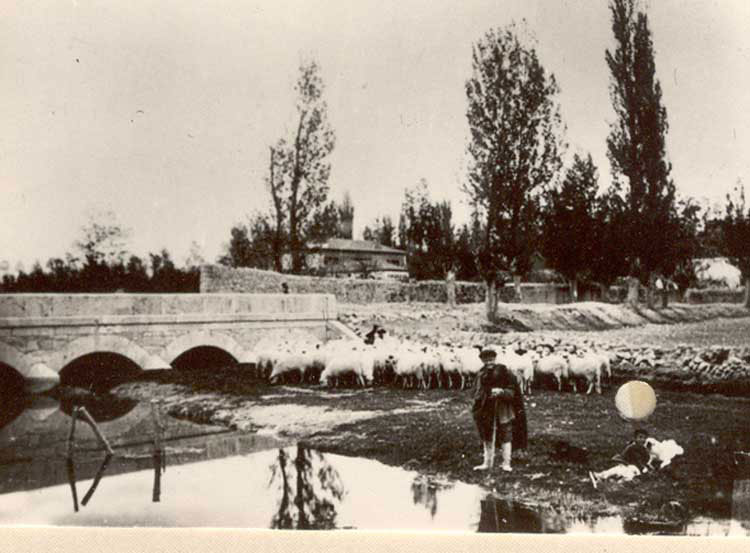
Vista del campo de Renedo, junto al río, con rebaño de ovejas y puente.

| 1999-2003 | José Antonio Sinova Tejedo | PP                    |
| 2003-2007 | José Antonio Sinova Tejedo | PP                    |
| 2007-2011 | Antonio Ruiz Coca          | PP                    |
| 2011-2015 | Luis Fernández Carbajo     | PP                    |
| 2015-2019 | Luis Fernández Carbajo     | PP                    |

## Patrimonio

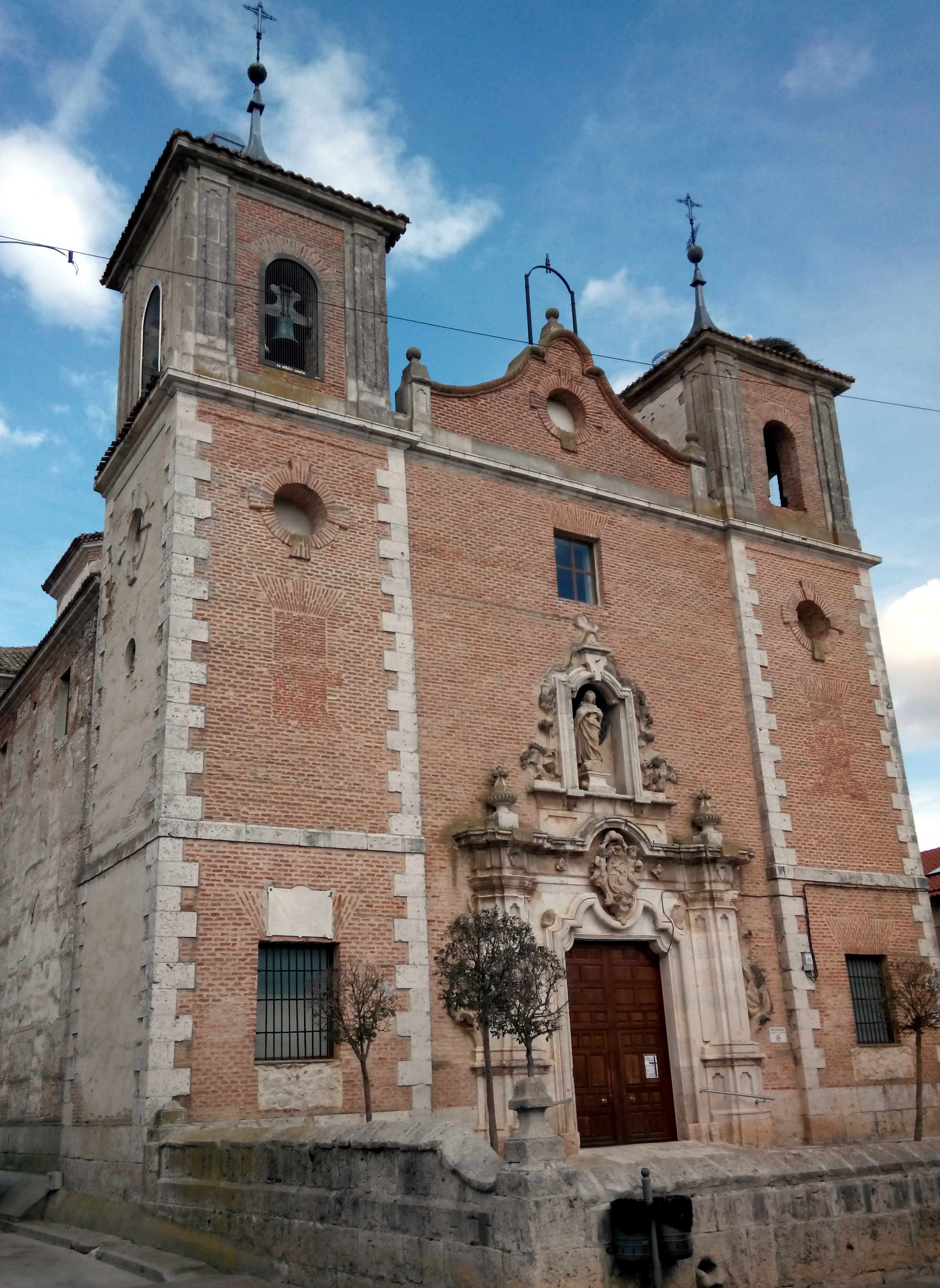
Iglesia de la Inmaculada, del arquitecto Manuel Serrano.

- Iglesia parroquial de la Inmaculada: construida en el año 1736, es un ejemplo de arquitectura barroca.
- Portada de piedra: en los límites del pueblo, traída de Santander en el siglo pasado.

## Fiestas
- 2 de julio: Santa Isabel.